# Lycodryas
Lycodryas is een geslacht van slangen uit de familie Pseudoxyrhophiidae.

## Naam en indeling
De wetenschappelijke naam van de groep werd voor het eerst voorgesteld door Albert Günther in 1879. Er zijn tien soorten, inclusief de pas in 2012 beschreven soort Lycodryas cococola. De slangen werden eerder aan andere geslachten toegekend, zoals Dipsas, Stenophis en Heterurus.

## Verspreiding en habitat
De slangen komen voor in delen van Afrika, de meeste soorten leven endemisch op Madagaskar, enkele soorten komen voor op de Comoren op de eilanden Grande Comore en Mayotte. De habitat bestaat uit vochtige tropische en subtropische laaglandbossen, droge tropische en subtropische bossen en scrublands. Ook in door de mens aangepaste streken zoals plantages, landelijke tuinen en aangetaste bossen kunnen de dieren worden aangetroffen.

## Beschermingsstatus
Door de internationale natuurbeschermingsorganisatie IUCN is aan negen soorten een beschermingsstatus toegewezen. Drie soorten worden beschouwd als 'veilig' (Least Concern of LC), twee soorten als 'kwetsbaar' (Vulnerable of VU), twee soorten als 'gevoelig' (Near Threatened of NT) en twee soorten worden gezien als 'bedreigd' (Endangered of EN).

## Soorten
Het geslacht omvat de volgende soorten, met de auteur en het verspreidingsgebied.
| Naam                        | Auteur                         | Verspreidingsgebied             | Beschermingsstatus |
| --------------------------- | ------------------------------ | ------------------------------- | ------------------ |
| Lycodryas carleti           | Domergue, 1995                 | Madagaskar                      |                    |
| Lycodryas citrinus          | Domergue, 1995                 | Madagaskar                      |                    |
| Lycodryas cococola          | Hawlitschek, Nagy & Glaw, 2012 | Comoren (Grande Comore)         | Niet geëvalueerd   |
| Lycodryas gaimardi          | Schlegel, 1837                 | Madagaskar                      |                    |
| Lycodryas granuliceps       | Boettger, 1877                 | Madagaskar, Nosy Be, Nosy Komba |                    |
| Lycodryas guentheri         | Boulenger, 1896                | Madagaskar                      |                    |
| Lycodryas inopinae          | Domergue, 1995                 | Madagaskar                      |                    |
| Lycodryas inornatus         | Boulenger, 1896                | Zuidwestelijk Madagaskar        |                    |
| Lycodryas maculatus         | Günther, 1858                  | Comoren (Mayotte)               |                    |
| Lycodryas pseudogranuliceps | Domergue, 1995                 | Madagaskar                      |                    |